# Leposternon bagual
Leposternon bagual — вид плазунів з родини амфісбенових (Amphisbaenidae). Ендемік Аргентини. Описаний у 2015 році.

## Поширення і екологія
Leposternon bagual відомі з типової місцевості, розташованої в заповіднику Ель-Багуал в департаменті Лайші в провінції Формоса на півночі Аргентини. Вони живуть в саванах Чако.